# Прапор Ставропольського краю

Прапор Ставропольського краю

Прапор Ставропольського краю — символ Ставропольського краю. Прийнято 15 травня 1997 року. 

## Опис
Прапор Ставропольського краю являє собою прямокутне полотнище золотого кольору із зображенням на ньому білого хреста прямої форми. Установлюються такі пропорції сторін хреста до розміру полотнища: по вертикалі 5,5:4,1:5,5; по горизонталі 7,5:4,5:13. У центрі хреста міститься кольорове або монохромне, у золотому кольорі, зображення герба Ставропольського краю, розміри якого не виходять за межі білого поля перехрестя. Відношення ширини прапора до висоти герба 16:6. Відношення довжини прапора до ширини герба 25:5. 